# 19630 Janebell
19630 Janebell este un asteroid din centura principală de asteroizi.

## Descriere
19630 Janebell este un asteroid din centura principală de asteroizi. A fost descoperit pe 2 septembrie 1999 la Eskridge de Graham E. Bell. El prezintă o orbită caracterizată de o semiaxă mare de 2,61 ua, o excentricitate de 0,04 și o înclinație de 15,7° în raport cu ecliptica.